# Sarup
Sarup är en förhistorisk anläggning av typen inhägnade samlingsplatser. Anläggningen är från bondestenåldern, tidig trattbägarkultur och ligger på sydvästra Fyn, Danmark.

## Anläggningen
I Sarup ligger en mycket stor ceremoniell anläggning tillhörande trattbägarkulturen. På en terrängförhöjning, en sandig landtunga mellan två sammanflytande åar har man avskilt en 6-8 hektar stor yta genom en dubbel vallgrav. Det är inte fråga om en befästning, ty vallgravarna avbryts av flera tiotal tvärgående bankar. Innanför vallgravarna har funnits en gles palissad av ca 2400 ekpålar, som var cirka  3,0 meter höga. Pålarna var delade och var tillverkade av 30–40 cm tjocka ekstammar. Inuti anläggningen påträffades vid utgrävningen inga fynd, men däremot eldstäder, krukskärvor och matavfall, särskilt djurben utanför anläggningen. Yxor nedlagda som offer till högre makter förekommer också. Utmed utsidan fanns 19 olika ingångar till anläggningen. Sarup I tillhör slutet av tidigneolitikum. Sarup I dateras till omkring 3400 f. Kr. och är lite äldre än megalitgravarna.
Omkring  3250 f Kr under mellanneolitikum ersattes Sarup I med Sarup II som var en mindre anläggning. Den hade formen av en halvmåne  och en yta på cirka 3,5 hektar alltså bara hälften så stor som Sarup I. Sarup II hade en palissad  runt området och utanför detta två parallella gropar. Under denna tid byggdes samtidigt storstensgravar och keramiken var av hög kvalitet med dekorationer. Denna keramik offrades i groparna efter att ha slagits i skärvor.

## Fynd utanför anläggningen
I området utanför inhägnade hittades hus och ett system av dubbla gropar och dessutom långsträckta gropar. Där fanns också fler palissader, som var parallella som markerade vägarna till anläggningen eller områden för olika aktiviteter. Infarten är bara 1,4 meter bred. I de långa groparna hittades skallar av nötkreatur, får och svin men också mänskliga skallar eller skalldelar, och dessutom andra ben. Skärvor av keramik och hela keramikföremål, skörbränd sten och träkolhittades också.

## Tolkning av anläggningen
Den stora anläggningen har tagit flera månader att bygga.Niels H Andersen skriver Sarup-pladsen har været enormt krævende at bygge og viser et stort overskud. Det har krævet mindst 170 mands arbejde i fuld tid i tre måneder, hvor mændene har skullet frigøres fra deres andre pligter.
Niels H Andersen menar att fyndtomheten inuti anläggningen visar att den inte har använts utan varit reserverad för de dödas själar. Han menar att groparna utanför anläggningen har använts för offer och tillfälliga begravningar av döda då benen har rensats från mjukdelar. I området runt Sarup finns över 100 numera svårt skadade och överplöjda megalitgravar varav många har undersökts. I en grav hittades några få lämningar av en ung flicka, som gravsatts efter att kvarlevorna hade blivit rensade från mjukdelar. Andersens påstående om att inga fynd av hela skelett gjorts i megalitgravar gäller i alla fall inte i Sverige.  I Gökhems socken i Västergötland har man hittad flera individer varav ett i det närmaste helt skelett av en kvinna. Eftersom Andersens tolkning att platsen använts för rensning av benen från mjukdelar för att sedan begrava dem i megalitgravar vilar på denna observation blir det tveksamt om detta är ett allmänt drag hos trattbägarkulturen eller bara gällde Sarupområdet. Även på andra håll till exempel i Skåne har kvarlämningarna efter människor i megalitgravar tolkats som ursprungliga hela skelett begravda.
Sarup har tolkats som en kultplats och ett socialt centrum för bygden. Anläggningen liknar till både funktion och konstruktion Alvastra pålbyggnad, som dock är några hundra år yngre. Liknande anläggningar som Sarup har påträffats på flera platser bland annat i Stävie i Skåne (nära Lund). .
Omkring 800 anläggningar av denna typ har hittats i Europa. I Danmark har man hittat cirka 30, bland annat vid  Haderslev, vid Jægerspris och vid  Skævinge på Nordsjälland. Liknande anläggningar är också anläggningen i Vasagård, men också en kretsgravanläggning den så kallade Gosecks solcikel i Tyskland.